# Saint-Léger-sur-Roanne
Saint-Léger-sur-Roanne és un municipi francès situat al departament del Loira i a la regió d'Alvèrnia-Roine-Alps. L'any 2007 tenia 1.070 habitants.

## Demografia

### Població
El 2007 la població de fet de Saint-Léger-sur-Roanne era de 1.070 persones. Hi havia 396 famílies de les quals 75 eren unipersonals (26 homes vivint sols i 49 dones vivint soles), 155 parelles sense fills, 155 parelles amb fills i 11 famílies monoparentals amb fills.
La població ha evolucionat segons el següent gràfic:
Habitants censats

### Habitatges
El 2007 hi havia 451 habitatges, 415 eren l'habitatge principal de la família, 11 eren segones residències i 25 estaven desocupats. 434 eren cases i 14 eren apartaments. Dels 415 habitatges principals, 343 estaven ocupats pels seus propietaris, 60 estaven llogats i ocupats pels llogaters i 11 estaven cedits a títol gratuït; 2 tenien una cambra, 6 en tenien dues, 38 en tenien tres, 139 en tenien quatre i 230 en tenien cinc o més. 356 habitatges disposaven pel capbaix d'una plaça de pàrquing. A 137 habitatges hi havia un automòbil i a 263 n'hi havia dos o més.

### Piràmide de població
La piràmide de població per edats i sexe el 2009 era:
| Homes | Edats   | Dones |
| ----- | ------- | ----- |
| 0     | 95 o +  | 0     |
| 0     | 90 a 94 | 4     |
| 8     | 85 a 89 | 8     |
| 8     | 80 a 84 | 8     |
| 4     | 75 a 79 | 8     |
| 20    | 70 a 74 | 24    |
| 32    | 65 a 69 | 20    |
| 28    | 60 a 64 | 36    |
| 40    | 55 a 59 | 40    |
| 52    | 50 a 54 | 32    |
| 32    | 45 a 49 | 36    |
| 60    | 40 a 44 | 36    |
| 32    | 35 a 39 | 48    |
| 16    | 30 a 34 | 24    |
| 16    | 25 a 29 | 8     |
| 12    | 20 a 24 | 8     |
| 56    | 15 a 19 | 32    |
| 60    | 10 a 14 | 28    |
| 32    | 5 a 9   | 28    |
| 16    | 0 a 4   | 20    |

## Economia
El 2007 la població en edat de treballar era de 631 persones, 479 eren actives i 152 eren inactives. De les 479 persones actives 450 estaven ocupades (228 homes i 222 dones) i 29 estaven aturades (13 homes i 16 dones). De les 152 persones inactives 71 estaven jubilades, 46 estaven estudiant i 35 estaven classificades com a «altres inactius».

### Ingressos
El 2009 a Saint-Léger-sur-Roanne hi havia 434 unitats fiscals que integraven 1.167 persones, la mediana anual d'ingressos fiscals per persona era de 18.450 €.

### Activitats econòmiques
Dels 46 establiments que hi havia el 2007, 1 era d'una empresa alimentària, 1 d'una empresa de fabricació d'altres productes industrials, 5 d'empreses de construcció, 24 d'empreses de comerç i reparació d'automòbils, 1 d'una empresa de transport, 1 d'una empresa d'hostatgeria i restauració, 2 d'empreses d'informació i comunicació, 1 d'una empresa immobiliària, 1 d'una empresa de serveis, 1 d'una entitat de l'administració pública i 8 d'empreses classificades com a «altres activitats de serveis».
Dels 14 establiments de servei als particulars que hi havia el 2009, 1 era una funerària, 2 tallers de reparació d'automòbils i de material agrícola, 2 autoescoles, 1 paleta, 2 guixaires pintors, 1 fusteria, 1 lampisteria, 2 perruqueries, 1 restaurant i 1 saló de bellesa.
L'únic establiment comercial que hi havia el 2009 era una fleca.
L'any 2000 a Saint-Léger-sur-Roanne hi havia 7 explotacions agrícoles que ocupaven un total de 267 hectàrees.

## Equipaments sanitaris i escolars
El 2009 hi havia una escola elemental.

## Poblacions més properes
El següent diagrama mostra les poblacions més properes.